# Hannah Scott
Hannah Scott (Coleraine, 18 giugno 1999) è una canottiera britannica, campionessa olimpica nel 4 di coppia a Parigi 2024 insieme a Lauren Henry, Lola Anderson e Georgina Brayshaw.

## Palmarès
- Giochi olimpici

Parigi 2024: oro nel 4 di coppia;
- Campionati del mondo di canottaggio

Belgrado 2023: oro nel 4 di coppia.
- Campionati europei di canottaggio

Varese 2021: argento nel 4 di coppia.
Bled 2023: bronzo nel 4 di coppia.
Seghedino 2024: oro nel 4 di coppia.